# Jan Ruml (poslanec Českého zemského sněmu)
Jan Ruml (1. ledna 1817 Dolní Bučice – 3. února 1881 Kolín nebo Křečhoř) byl rakouský evangelický duchovní a politik české národnosti z Čech, poslanec Českého zemského sněmu.

## Biografie
Vystudoval evangelické gymnázium v Těšíně, filozofický kurz v Prešpurku a evangelickou teologickou fakultu Vídeňské univerzity. Od roku 1842 působil jako farář v Lozicích a Velimi. V roce 1849 se stal vládou jmenovaným členem Sboru pro vypracování ústavy pro evangelické církve v Rakousku. V roce 1854 se zasloužil o přestavbu evangelické modlitebny ve Velimi na kostel.
Později opustil po 24 letech profesi faráře a od roku 1855 působil jako statkář v Křečhoři. Od roku 1865 byl veřejně aktivní (od roku 1878 v Kolíně). Spoluzaložil spolek Literární jednota. Byl starostou okresní záložny a okresního výboru v Kolíně.
V 70. letech se zapojil do vysoké politiky. V doplňovacích volbách v roce 1875 byl zvolen na Český zemský sněm, kde zastupoval kurii venkovských obcí, obvod Kolín, Kouřim, Uhlířské Janovice. Čeští poslanci tehdy praktikovali politiku pasivní rezistence (bojkotu sněmu), takže na práci sněmu se fakticky neúčastnil, byl pro absenci opakovaně zbaven mandátu a manifestačně znovu zvolen. Takto uspěl v doplňovacích volbách roku 1876 a 1877. Mandát obhájil i v řádných volbách v roce 1878. Zasedal zde do své smrti roku 1881. Pak ho na sněmu nahradil Karel Adámek. Patřil k Národní straně (staročeské).
Zemřel v únoru 1881. Podle některých zdrojů v Kolíně, podle jiných u svého syna, rolníka v Křečhoři. Příčinou úmrtí byla srdeční mrtvice.
Je pohřben na Evangelickém hřbitově ve Velimi.